# Zbysław Raczkiewicz
Zbysław Raczkiewicz ps. Orzeł (ur. 4 września 1925 w Pobołowicach, zm. 21 kwietnia 2021) – członek polskiego ruchu oporu w czasie II wojny światowej oraz powojennego podziemia antykomunistycznego, działacz kombatancki.

## Życiorys
W 1942 roku wstąpił w szeregi Armii Krajowej, gdzie służył w 27. i 3. Dywizji Piechoty AK. Brał udział w walkach oraz akcjach sabotażowych na terenie powiatu chełmskiego. Po ukończeniu szkoły podoficerskiej, już w stopniu kaprala walczył w akcji „Burza”.

Po zakończeniu II wojny światowej pozostał w konspiracji, będąc członkiem Zrzeszenia Wolność i Niezawisłość. Był również współzałożycielem młodzieżowej organizacji "Narodowy Ruch Odrodzenia", działającej m.in. w Łodzi, Warszawie i Lublinie. Za tę działalność został w lipcu 1950 roku aresztowany przez funkcjonariuszy Urzędu Bezpieczeństwa i skazany przez Wojskowy Sąd Rejonowy w Warszawie na karę 9 lat pozbawienia wolności. Z więzienia wyszedł w lipcu 1955 roku na mocy amnestii.
Po 1989 roku działał w ruchu kombatanckim jako prezes łódzkiego oddziału Światowego Związku Żołnierzy Armii Krajowej. Był inicjatorem powstania pomnika Armii Krajowej w Łodzi, wspierał działalność Klubu Historycznego im. Grota-Roweckiego w Łodzi oraz Klubów Historycznych im. Armii Krajowej w łódzkich szkołach. 
W 2015 został laureatem nagrody honorowej „Świadek Historii” przyznanej przez Instytut Pamięci Narodowej.
Został pochowany na łódzkim cmentarzu Doły.

## Odznaczenia
- Krzyż Kawalerski Orderu Odrodzenia Polski (2009)
- Medal „Pro Memoria” (2007)
- Medal „Pro Patria” (2012)
- odznaczenie „Zasłużony Dla Miasta Łodzi”